# Carcaci
Carcaci is een plaats (frazione) in de Italiaanse gemeente Centuripe.